# Skalka u Doks
Pour les articles homonymes, voir Skalka.
Skalka u Doks (en allemand : Kalken) est une commune du district de Česká Lípa, dans la région de Liberec, en Tchéquie. Sa population s'élevait à 159 habitants en 2021.

## Géographie
Skalka u Doks se trouve à 14 km au sud-sud-est de Česká Lípa, à 39 km au sud-ouest de Liberec et à 56 km au nord-nord-est de Prague.

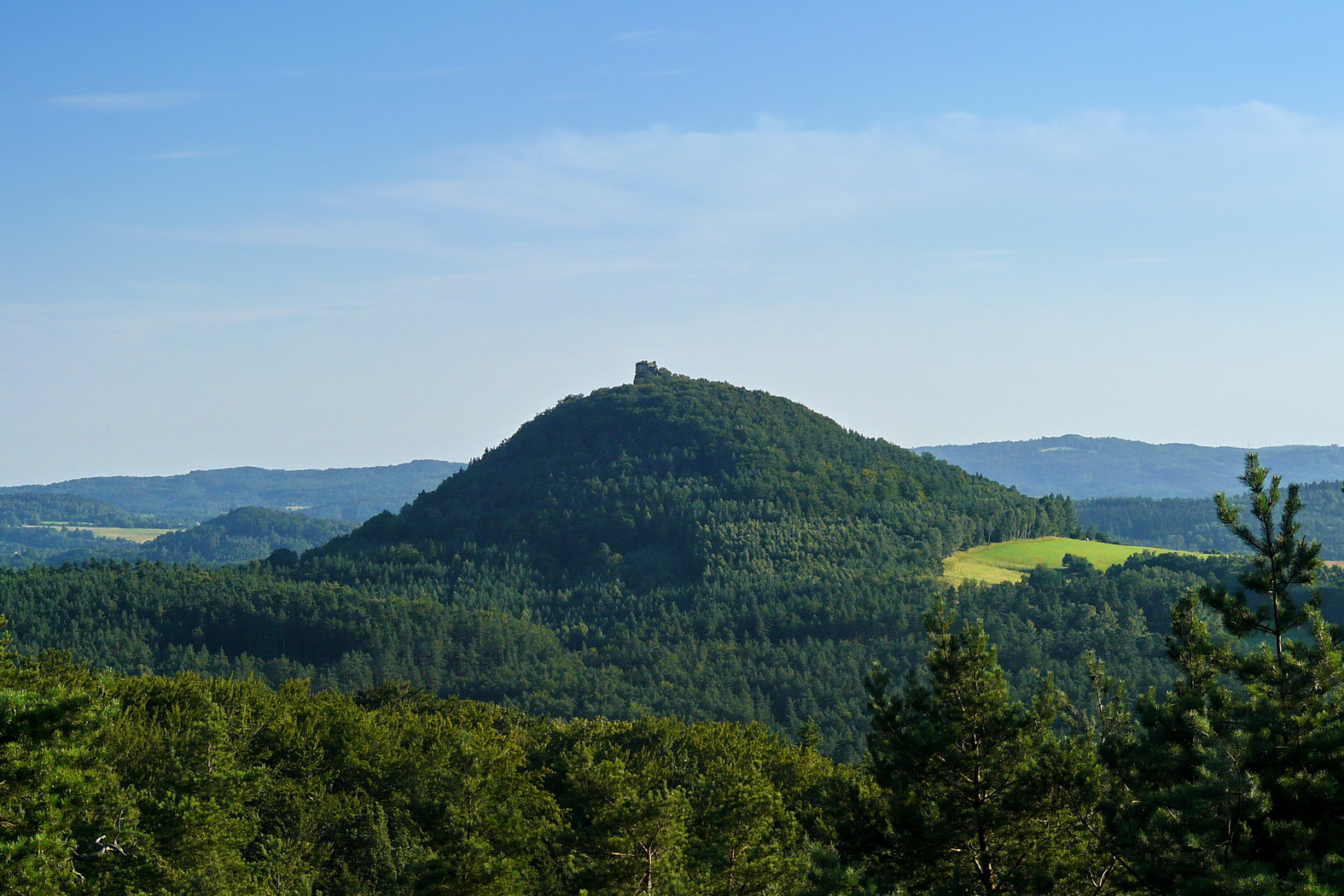
Mont Šedina (473 m).

La commune est limitée par Doksy au nord, à l'est et au sud, par Dubá et Vrchovany au sud-ouest, et par Chlum à l'ouest.

## Histoire
L'origine du village est un manoir fondé au XIIIe siècle.

## Transports
Par la route, Skalka u Doks se trouve à 3 km de Doksy, à 22 km de Česká Lípa, à 58 km de Liberec et à 80 km de Prague.